# Université Paris-Sud
Université Paris-Sud, UPS – francuski uniwersytet z siedzibą w Orsay. Został utworzony 1 stycznia 1971. 1 stycznia 2020 został rozwiązany i zastąpiony przez Université Paris-Saclay.

## Wybrani nauczyciele
- Albert Fert, francuski fizyk, noblista
- Ibrahim Hassane Mayaki, nigerski polityk i urzędnik
- Sylvie Retailleau, francuska fizyk i nauczycielka akademicka

## Wybrani absolwenci
- Dany Azar, libański paleoentomolog
- Katarina Barley, niemiecka polityk i prawniczka
- Sandrine Bélier, francuska polityk
- Leokadia Białas-Cież, polska matematyk, doktor habilitowana nauk matematycznych
- Éric Halphen, francuski prawnik i pisarz
- Rexhep Meidani, albański polityk, fizyk i nauczyciel akademicki, profesor